# Thalera thibetica
Thalera thibetica är en fjärilsart som beskrevs av Eugen Wehrli 1935. Thalera thibetica ingår i släktet Thalera och familjen mätare. Inga underarter finns listade i Catalogue of Life.